# Synothele
Synothele is een geslacht van spinnen uit de familie Barychelidae.

## Soorten
Het geslacht kent de volgende soorten:
- Synothele arrakis Raven, 1994
- Synothele boongaree Raven, 1994
- Synothele butleri Raven, 1994
- Synothele durokoppin Raven, 1994
- Synothele goongarrie Raven, 1994
- Synothele harveyi Churchill & Raven, 1994
- Synothele houstoni Raven, 1994
- Synothele howi Raven, 1994
- Synothele karara Raven, 1994
- Synothele koonalda Raven, 1994
- Synothele longbottomi Raven, 1994
- Synothele lowei Raven, 1994
- Synothele meadhunteri Raven, 1994
- Synothele michaelseni Simon, 1908
- Synothele moonabie Raven, 1994
- Synothele mullaloo Raven, 1994
- Synothele ooldea Raven, 1994
- Synothele parifusca (Main, 1954)
- Synothele pectinata Raven, 1994
- Synothele rastelloides Raven, 1994
- Synothele rubripes Raven, 1994
- Synothele subquadrata Raven, 1994
- Synothele taurus Raven, 1994
- Synothele yundamindra Raven, 1994